# Rocroi
Rocroi è un comune francese di 2 442 abitanti situato nel dipartimento delle Ardenne nella regione del Grand Est. Durante la Guerra dei Trent'anni vi fu combattuta la battaglia di Rocroi. Conserva ancora le imponenti fortificazioni realizzate da Vauban.

## Geografia fisica
A pochi chilometri dal confine belga, a 28 km dal capoluogo Charleville-Mézières e a 60 da Charleroi.

## Nome
Il nome Rocroi significa letteralmente Incrocio di Raoul, che era evidentemente un antico nobile locale. Quando la località venne acquistata dal re Luigi XIII, si cercò di trovare un'etimologia più nobile, Rocroi divenne così Roche du Roi (Rocca del Re) e pertanto durante la Rivoluzione francese venne ribattezzata Roc-Libre.

## Storia
Fortificata prima da Francesco I e poi da Enrico II, Rocroi passò alla storia per la celebre battaglia che vide prevalere le forze francesi su quelle spagnole nel 1643, durante la Guerra dei Trent'anni.

## Società

### Evoluzione demografica
Abitanti censiti